# Сен-Никола, Иоганн Готфрид де
Иоганн Готфрид де Сен-Никола — лектор французского языка и словесности в Московском университете.

## Биография
Иоганн Готфрид де Сен-Никола родился в Брюсселе. В Московском университете пришёл на место профессора Генриха де Лави в 1770 году. Преподавал французский в университете в течение двух лет (1770—1772). На кафедре его сменил Берланд де ла Бордельер (1772).
И. Г. де Сен-Никола произнёс похвальное слово в день рождения императрицы Екатерины II (1771).